# Menesia guttata
Menesia guttata là một loài bọ cánh cứng trong họ Cerambycidae.